# James Collins (Fußballspieler, 1990)
James Steven Collins (* 1. Dezember 1990 in Coventry) ist ein englisch-irischer Fußballspieler, der bei Derby County unter Vertrag steht. Zwischen 2019 und 2021 spielte er zudem für die irische Fußballnationalmannschaft.

## Sportliche Karriere

### Verein
Der in Coventry geborene James Collins durchlief die Jugendakademie des englischen Erstligisten Aston Villa, blieb jedoch ohne Pflichtspieleinsatz für den Verein. Spielpraxis im Profibereich sammelte er dafür in den Spielzeiten 2009/10 und 2010/11 auf Leihbasis bei den Viertligisten FC Darlington und Burton Albion. Anfang Januar 2011 wurde der 20-Jährige vom ebenfalls in der vierten Liga spielenden Verein Shrewsbury Town auf fester Vertragsbasis bis Sommer 2012 verpflichtet. Für Shrewsbury erzielte der Angreifer in 24 Spielen der Football League Two 2010/11 8 Tore und verpasste mit seinem Team durch eine Halbfinalniederlage in den Play-offs den Aufstieg in die dritte Liga. In der anschließenden Spielzeit steigerte er seine Torausbeute auf 14 Treffer und sicherte sich mit seinem Team als Tabellenzweiter den direkten Aufstieg. Nach diesem Erfolg entschied sich Collins gegen eine Verlängerung seines Vertrages und wechselte ablösefrei zum Drittligisten Swindon Town. Mit fünfzehn Ligatoren in der Football League One 2012/13 wurde er direkt bester Torschütze seiner neuen Mannschaft, die als Tabellensechster in die Play-offs einzog, dort jedoch vorzeitig ausschied.
Nach nur einem Jahr in Swindon wechselte James Collins erneut den Verein und schloss sich dem schottischen Erstligisten Hibernian Edinburgh an. Mit Hibernian stieg der Stürmer am Saisonende aus der Scottish Premiership 2013/14 ab. Mit nur 6 Toren blieb auch Collins hinter den Erwartungen zurück und kehrte nach nur einem Jahr in der schottischen Hauptstadt zu Shrewsbury Town zurück. Der Verein war zuvor nach zwei Jahren wieder aus der dritten Liga abgestiegen und trat so wieder in der EFL League Two an. Erneut stieg Collins mit Shrewsbury als Zweiter in die dritte Liga auf und konnte mit 15 Ligatreffern zu seiner alten Treffsicherheit zurückfinden. In der Football League One 2015/16 kam er hingegen nicht wie erhofft zurecht, zudem steckte Shrewsbury Town in finanziellen Schwierigkeiten. Der Verein verlieh ihn daraufhin im Januar 2016 für die Rückrunde an den Viertligisten Northampton Town.
Im Sommer 2016 wurde der 25-Jährige vom Viertligisten Crawley Town unter Vertrag genommen und konnte mit 20 Ligatoren in der EFL League Two 2016/17 einen persönlichen Karrierebestwert aufstellen. Crawley beendete die Spielzeit hingegen nur im unteren Tabellendrittel und so zog es den Angreifer wieder zu einem neuen Verein. Ende Juni 2017 gab Luton Town die Verpflichtung von James Collins bekannt. Mit dem in der vierten Liga spielenden Klub verbrachte er in der Folge zwei sehr erfolgreiche Jahre. Nach 19 Toren und dem Aufstieg in die dritte Liga, steigerte sich Collins in der EFL League One 2018/19 auf 25 Ligatreffer und gewann mit dem Aufsteiger die Drittliga-Meisterschaft. Zudem wurde er Torschützenkönig der dritten Liga und zum besten Spieler der Saison gewählt.
Auch in der zweithöchsten englischen Spielklasse konnte er überzeugen und 14 Treffer zum Klassenerhalt in der EFL Championship 2019/20 beisteuern. Nach einem weiteren Jahr in der zweiten Liga, kehrte James Collins Luton nach vier sehr erfolgreichen Jahren den Rücken und wechselte ablösefrei zum zahlungskräftigeren Zweitligisten Cardiff City, wo er einen Zweijahresvertrag unterzeichnete. Der Aufenthalt in der walisischen Hauptstadt endete jedoch nach nur einer sowohl für ihn als auch den Verein enttäuschenden Spielzeit.
Im Juli 2022 wechselte der 31-jährige Stürmer zum Zweitliga-Absteiger Derby County und unterschrieb einen bis 2024 gültigen Vertrag beim englischen Traditionsverein. Nach elf Toren in der ersten Drittligasaison, steigerte sich Collins in der EFL League One 2023/24 auf vierzehn Treffer. Zudem stieg er mit Derby als Vizemeister wieder
in die zweite Liga auf.

### Nationalmannschaft
Der in England geborene und aufgewachsene James Collins ist aufgrund der Abstammung seiner Eltern auch für Irland spielberechtigt und entschied sich frühzeitig für die irische Nationalmannschaft. Nachdem er zuvor bereits für Juniorenmannschaften aufgelaufen war, debütierte er am 10. September 2019 für die irische Fußballnationalmannschaft bei einem 3:1-Heimsieg über die bulgarische Auswahl und erzielte direkt sein erstes Tor zum Endstand.